# 纽约科学馆
纽约科学馆（英語：New York Hall of Science）坐落于美国纽约皇后区的法拉盛草原可乐娜公园，曾作为1964年纽约世界博览会的展览用地。纽约科学馆是现今纽约市内唯一的科学技术中心，拥有超过400件关于化学、物理学和生物学的展品 。

## 历史
|  |

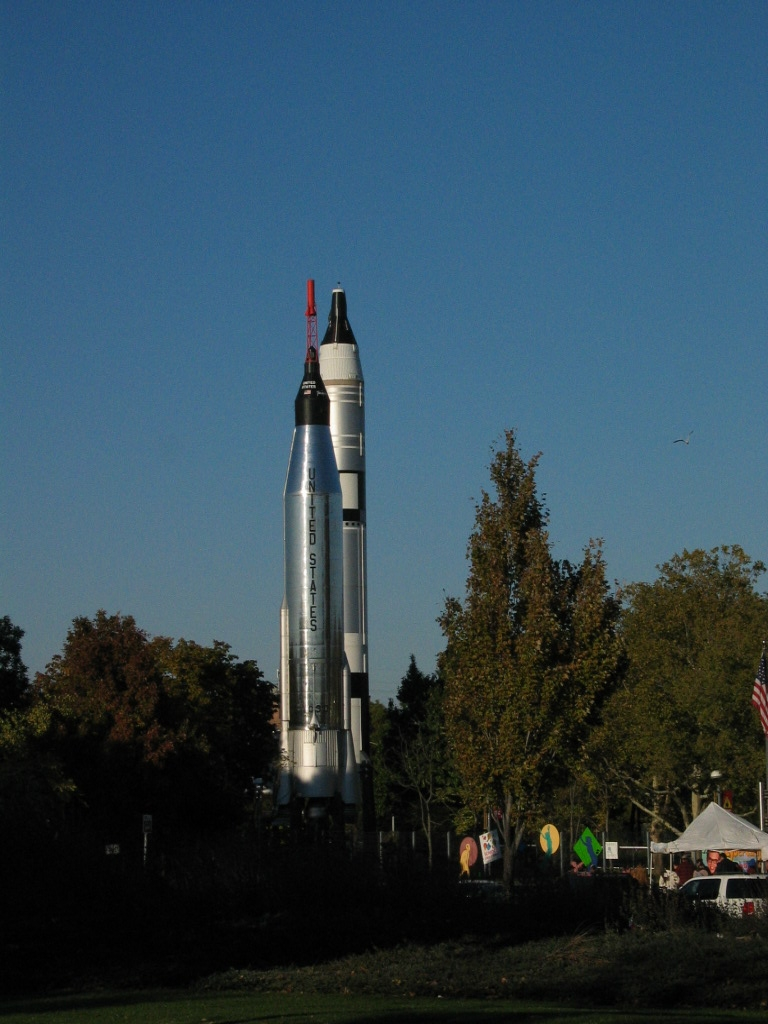
为1964年纽约世界博览会建造的火箭模型。

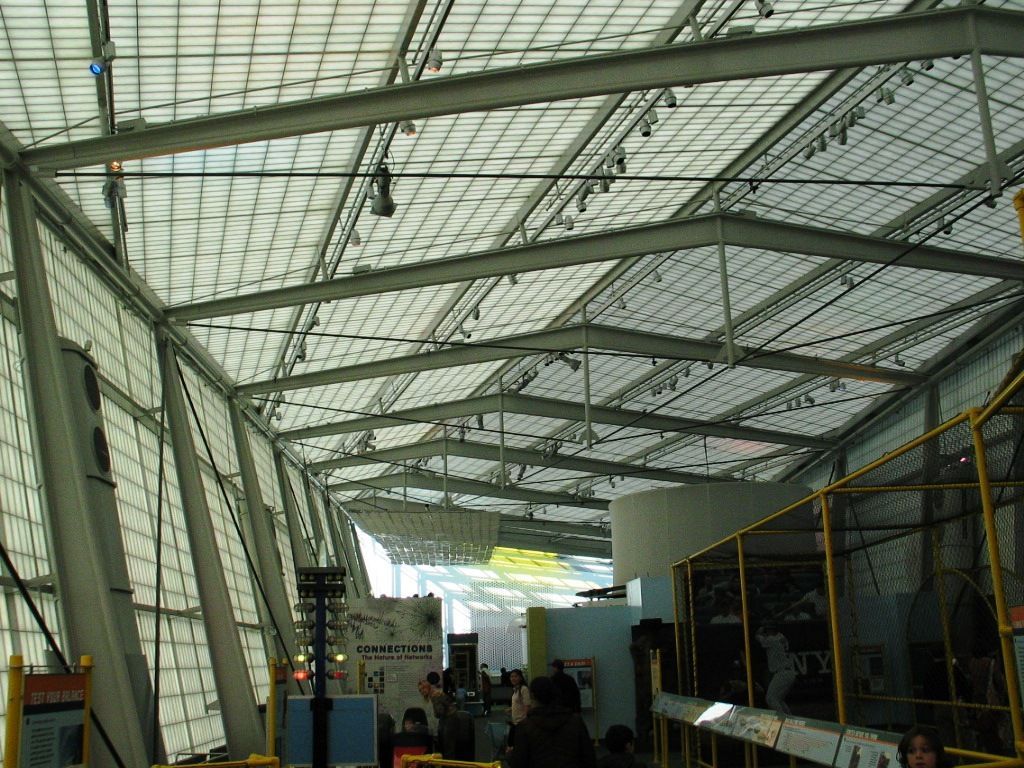
纽约科学馆的展品。

纽约科学馆成立于1964年，是为了举办纽约世界博览会而修建的。纽约科学馆也是全美国仅有几座科学馆之一。纽约世界博览会闭幕后，很多为了世博会而修建的场馆都遭到拆除或者被交易出去，尽管在当时，纽约科学馆所拥有的展品数量十分有限，但还是很幸运的被保留下来，供学生游览参观。1979年，由于年久失修，纽约科学馆决定闭馆修葺。
1984年，纽约市政府聘请了物理学家艾伦·弗里德曼为纽约科学馆工作，在他的帮助下，纽约科学馆开始展出与日常生活息息相关的展品，而不是那些虚构的科学幻想。
在闭馆七年后，纽约科学馆于1986年重新开馆。在修葺期间，政府拨款40万美元给科学馆用扩建，科学馆用其中的10万美元建造了大地球模型，这座地球模型也成为了纽约市的地标之一。纽约科学馆重新开馆后，吸引了大批游客前来参观，掀起了科学馆热潮，这股热潮令人们感到十分意外，也导致了日后许多城市争先效仿纽约，建造科学馆。
纽约科学馆重新开馆后，还提供奖学金给进入位于科学馆附近的皇后区学院的学生，代价是获得过奖学金的学生必须担任科学科目两年以上。1991年，为了更好的接待日益增加的参观者，政府宣布了为期10年经费8000万美元的扩建计划。1996年，一个新的入口、餐饮区和一个科学游乐场扩建完成，由于不断的扩建，增加科学馆的新鲜感，使得许多已经参观过一次的游客再次参观。扩建计划使科学馆日益完善，于是，纽约市政府决定授予纽约科学馆文化机构的地位并允许其建立一些科学组织。
1999年，纽约科学馆利用政府的拨款和民众的捐款继续进行扩建，并建立了IMAX影院。除此之外，科学馆还将展览面积扩大了一倍，并修复了为1964年纽约世界博览会而建造的火箭模型。2003年，纽约科学馆又提出一项耗资3亿美元的’科技城‘计划。该计划的目的是将纽约科学馆建成为一个科技、文化中心。科技城计划在2004年2月15日被列入待定计划名单中，但由于这项计划缺乏公开性和透明度，在民众的批评声中，政府宣布否决此项计划。

## 经费
纽约科学博物馆绝大部分的经费来源于政府的拨款和民间企业或个人的捐助。2005年，科学馆就曾收到卡内基公司捐赠的2000万美元捐款。科学馆用这些捐款来作为扩建或日常维护的经费。在20世纪90年代，在绝大多数博物馆都欠缺经费的大背景下，纽约自然博物馆还能获得足够的经费继续运作这是十分不易的。

## 展品
纽约科学博物馆如今的主要参观者是1岁—17岁的儿童，馆内的展品也多符合儿童的口味和偏好。纽约科学馆永久收藏了许多件展品，也经常做一些巡回展览。纽约科学馆是最早以回函的形式让游客对其展品做出评价的博物馆，如今，许多博物馆效仿这一做法，向游客分发问卷，询问游客们对展品的看法。纽约科学馆主要的展览品有：

| - 网络的性质 - 回馈 - 微生物-看不见的国度 - 生命的秘密 - 儿童广场 | - 原子的奥秘 - 火箭公园 - 科学游乐场 - 科学图书馆 - 搜索外太空生命 | - 光线 - 声音的奥秘 - 体育竞赛 - 现代科技展览馆 - 业余无线电 |